# ماهیچه نازک‌نئی کوتاه
عضله فیبولاریس کوتاه  (Fibularis brevis) یا پرونئوس کوتاه از عضلات گروه پلانتار فلکسور است که موجب پلانتار فلکسیون پا و اورشن میشود.عمل پلانتار فلکسیون فیبولاریس هنگامی روی میدهد که مثلاً بخواهیم با پا پدال گاز را فشار دهیم.
این عضله مجاورت نزدیکی با عضله فیبولاریس لونگوس دارد ولی از آن کوتاهتر است و توسط عصب فیبولار سطحی عصب دهی میشود. عضله فیبولاریس کوتاه از استخوان فیبولا تا متاتارس پنجم امتداد دارد.

## نگارخانه

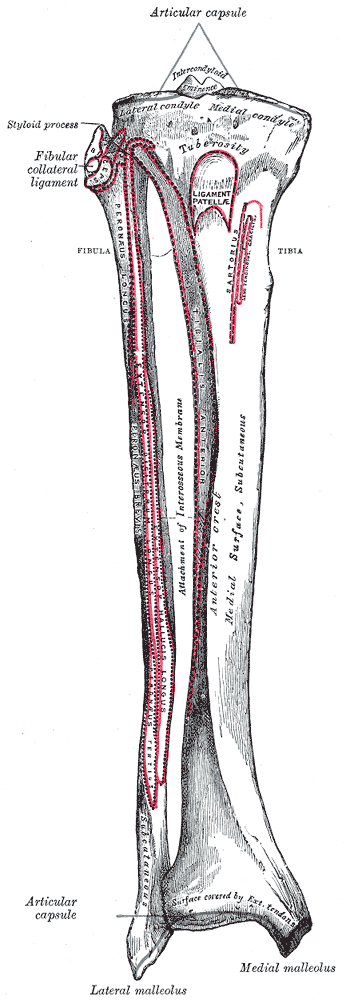
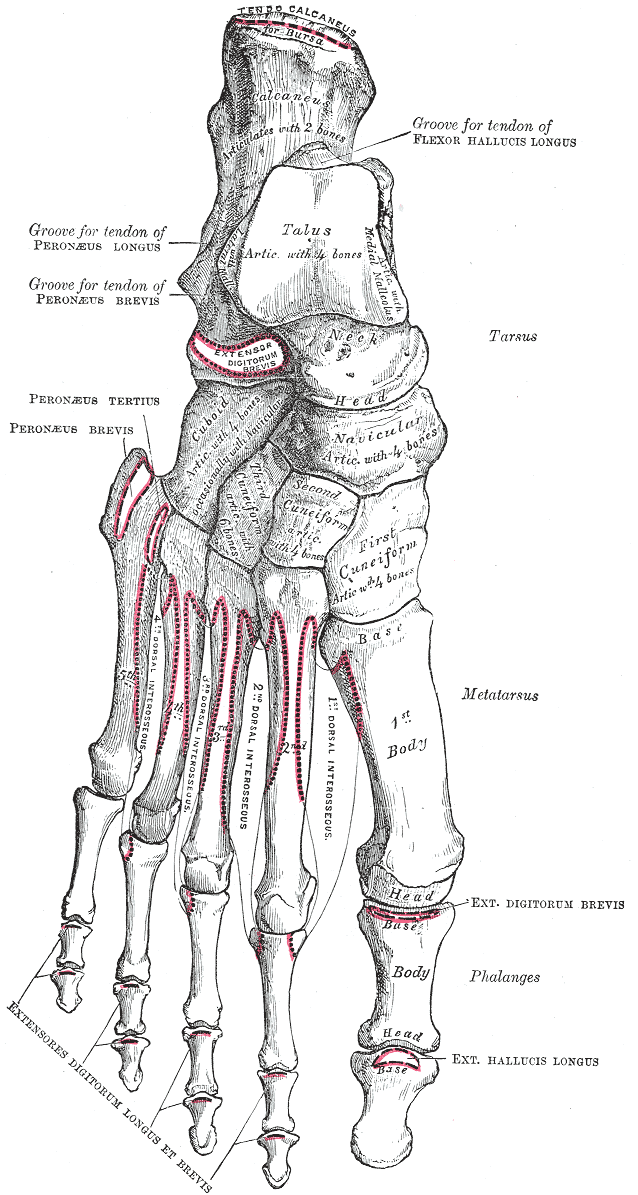
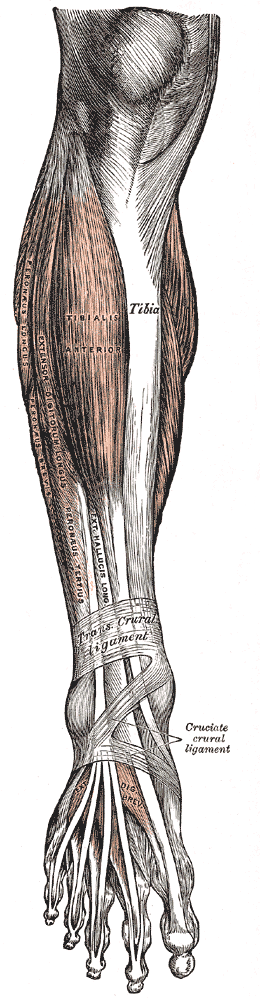
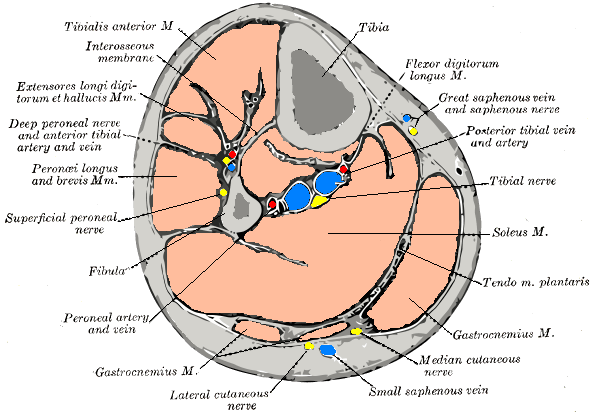
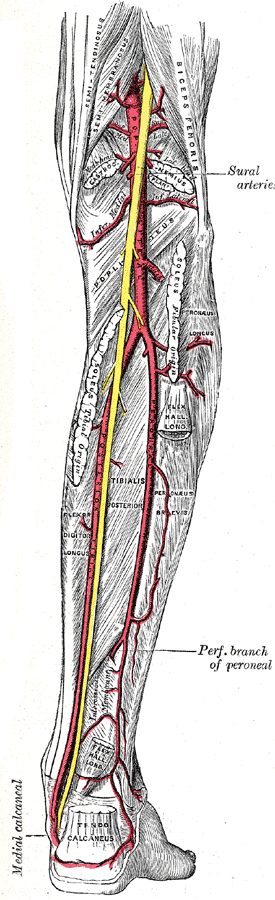
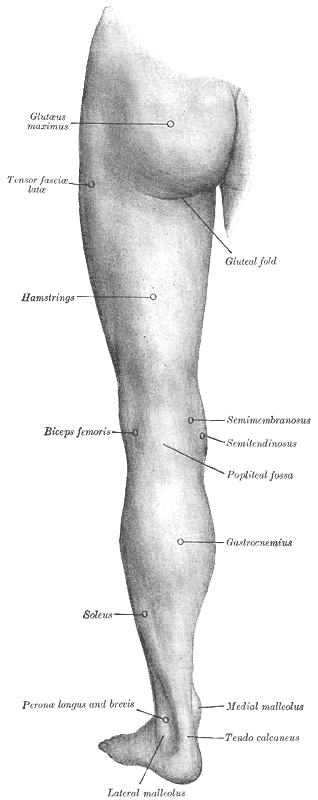
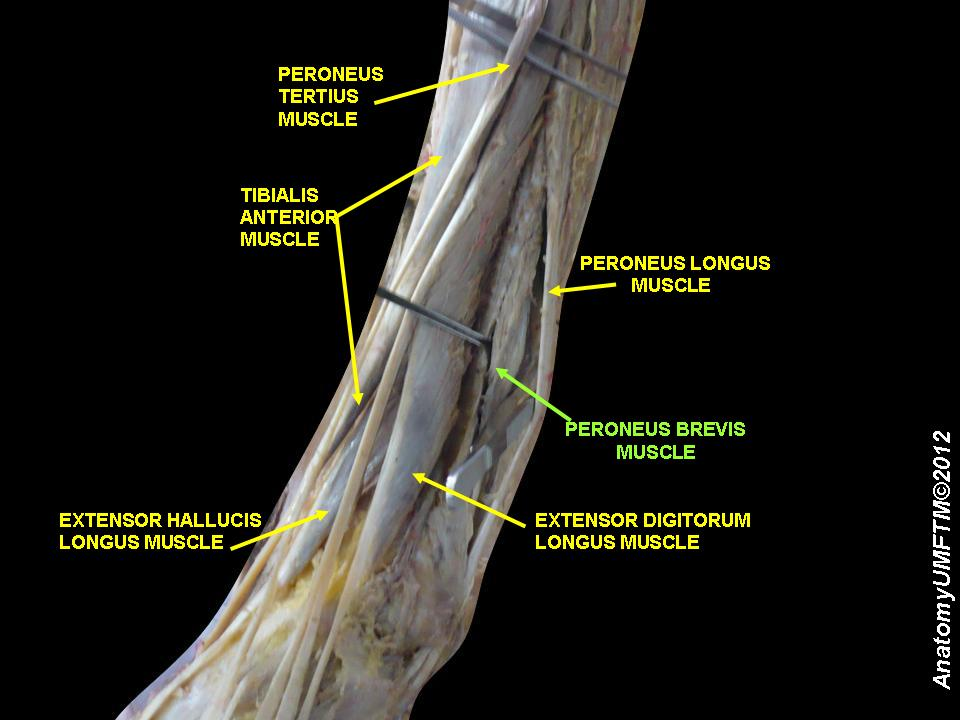
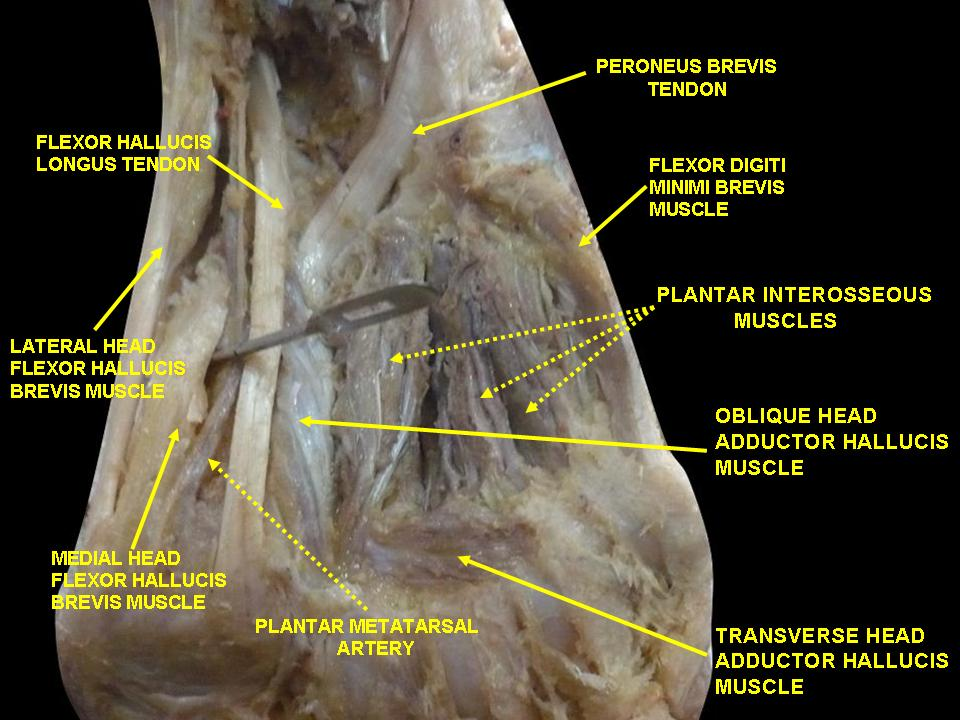
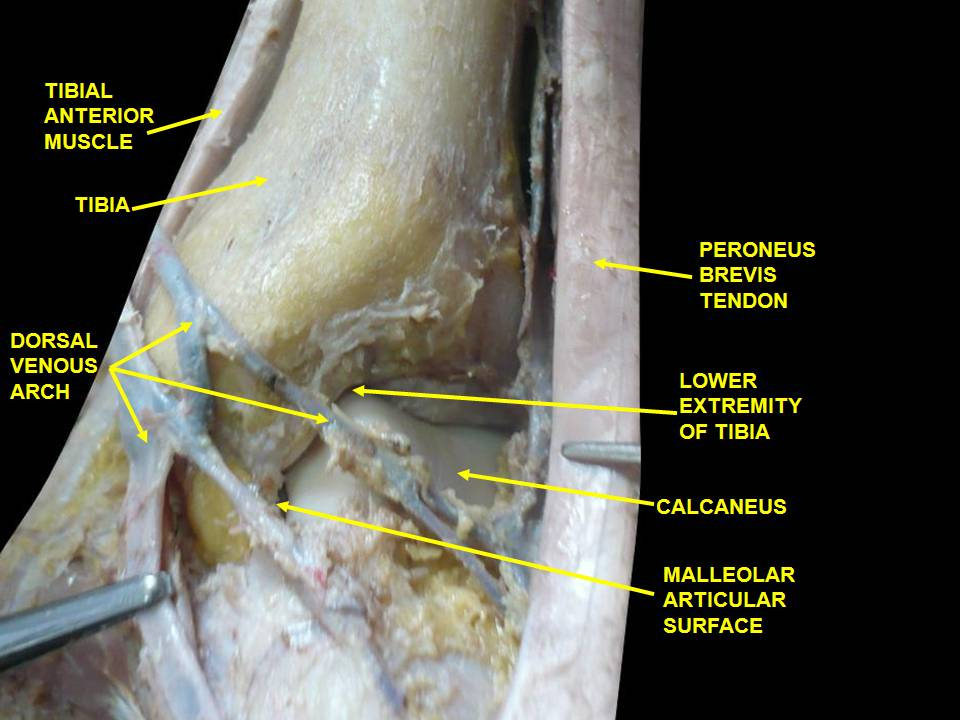
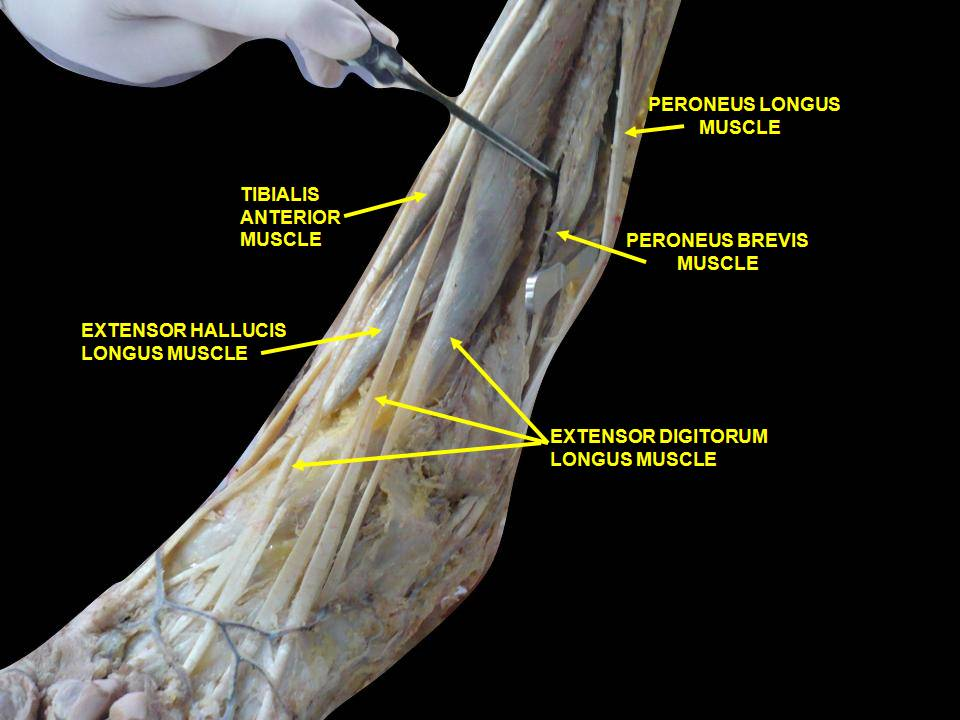